# Skovranke
Skovranke (Clematis) er en slægt af slyngplanter med ca. 120 arter og hybrider, som er udbredt overalt i de tempererede egne, dvs. i Nordafrika, Mellemøsten, Kaukasus, Centralasien, Østasien og Nordamerika samt Europa. Det er mere eller mindre træagtige lianer eller stauder. Stænglerne er spinkle og furede med en bark, som med tiden bliver afskallende. Bladene er modsat stillede og hele eller (oftere) uligefinnede med 3 småblade. Blade eller småblade har former, der spænder fra hjerteform til lancetform, og bladranden kan være hel eller, tandet eller lappet. Blomsterne sidder akselstillet eller endestillet i stande, der rummer én til mange blomster. Blomsterne kan være rent hanlige eller rent hunlige eller tvekønnede, og de er regelmæssige med mange støvdragere og 4 kronblade. Frugterne er nødder med mere eller mindre tydelige frøhaler.
Her beskrives kun de arter, som bliver dyrket i Danmark eller som er naturaliseret her.
| Beskrevne arter |

- Alpeskovranke (Clematis alpina)
- Vellugtende skovranke (Clematis flammula)
- Blå staudeklematis (Clematis integrifolia)
- Bjergskovranke (Clematis montana)
- Hvid staudeklematis (Clematis recta)
- Nikkende skovranke (Clematis rehderiana)
- Opret skovranke (Clematis stans)
- Guldskovranke (Clematis tangutica)
- Almindelig skovranke (Clematis vitalba)
- Italiensk skovranke (Clematis viticella)

| Andre arter |

| - Clematis aethusifolia - Clematis afoliata - Clematis akebioides - Clematis apiifolia - Clematis aristata - Clematis armandii - Clematis ×aromatica - Clematis aspleniifolia - Clematis baldwinii - Clematis bojeri - Clematis boninensis - Clematis brachiata - Clematis brevicaudata - Clematis buchananiana - Klokke-Skovranke (Clematis campaniflora) - Clematis chinensis - Clematis chrysocoma - Clematis cirrhosa - Clematis columbiana - Clematis commutata - Clematis connata - Clematis crassifolia - Kruset Skovranke (Clematis crispa) - Clematis delavayi - Clematis dioica - Clematis drummondii - Durandi-Klematis (Clematis × durandii) - Clematis × eriostemon - Clematis filamentosa | - Clematis finetiana - Clematis flabellata - Mangeblomstret Skovranke (Clematis florida) - Clematis foetida - Clematis forsteri - Clematis fremontii - Clematis fruticosa - Clematis fujisanensis - Clematis fusca - Clematis gentianoides - Clematis × globulosa - Clematis glycinoides - Clematis gouriana - Clematis gracilifolia - Clematis grandidentata - Clematis grandiflora - Clematis grata - Clematis graveolens - Clematis grewiiflora - Clematis guadeloupae - Clematis henryi - Storbladet Staudeklematis (Clematis heracleifolia) - Clematis hexapetala - Clematis heynei - Clematis hirsuta - Clematis hirsutissima - Clematis intricata - Jackman-Klematis (Clematis × jackmanii) - Clematis japonica | - Clematis koreana - Ulden Skovranke (Clematis lanuginosa) - Clematis lasiandra - Clematis lasiantha - Clematis ligusticifolia - Storblomstret Skovranke (Clematis macropetala) - Clematis meyeniana - Clematis microphylla - Clematis montevidensis - Clematis morefieldii - Clematis napaulensis - Clematis occidentalis - Clematis ochotensis - Orientals Skovranke (Clematis orientalis) - Clematis paniculata - Clematis parviloba - Åbenblomstret Skovranke (Clematis patens) - Clematis peterae - Clematis pierotii - Clematis pinnata - Clematis pitcheri - Clematis pogonandra - Clematis potaninii - Clematis pseudoflammula - Clematis ranunculoides - Clematis reticulata - Clematis rhodocarpa - Clematis serratifolia | - Clematis simensis - Clematis smilacifolia - Clematis socialis - Clematis songarica - Clematis speciosa - Clematis spooneri - Clematis terniflora - Texas-Skovranke (Clematis texensis) - Clematis tosaensis - Clematis trichotoma - Clematis × triternata - Clematis tubulosa - Clematis uncinata - Clematis × vedrariensis - Clematis veitchiana - Clematis × vernalis - Clematis villosa - Clematis viorna - Clematis virginiana - Clematis viticaulis - Clematis welwitschii |